# Liste des préfets de la région parisienne
Cet article recense, par ordre chronologique, les hommes qui ont occupé le poste de préfet de la région parisienne, depuis la création de cette fonction par décret en août 1966, jusqu'à la création de l'Île-de-France en 1977 ; à partir de cette date, le préfet de l'Île-de-France est le préfet de Paris.
| Préfet          | Décret de nomination | Décret de nomination | Photo |
| --------------- | -------------------- | -------------------- | ----- |
| Paul Delouvrier | 10 août 1966         | [ 3 ]                |       |
| Maurice Doublet | 4 février 1969       | [ 4 ]                |       |
| Lucien Lanier   | 28 juin 1975         | [ 5 ]                |       |

## Note
1. ↑  Auparavant, à partir de 1961, Paul Delouvrier avait occupé le poste de délégué général au district de la région de Paris[2], que le poste de préfet de la région parisienne est venu remplacer.